# Chondrocladia lyra
Chondrocladia lyra ist ein fleischfressender Schwamm, der im Jahre 2000 entdeckt wurde. Zwei Individuen wurden eingesammelt und von 10 Individuen wurden Filmaufnahmen gemacht. 2012 wurde die Art von Wissenschaftlern des Monterey Bay Aquarium Research Institute erstmals beschrieben. Er gleicht in seinem Aussehen einem Stern aus aufrecht stehenden Harfen (Art-Epitheton: lyra).

## Merkmale
C. lyra ist durch ein Rhizoid am Meeresboden verankert. Ausgehend von dem zentralen Körper finden sich ein bis sechs Ausläufer, die auf einer Lamelle circa 20 vertikal stehende Äste tragen. Nach Videoaufnahmen beträgt seine Größe ca. 80 cm in der Länge und 50 cm in der Höhe. Die Orientierung der Ausläufer ist nahezu gleichwinkelig, sodass eine mehrzahlige Zentralsymmetrie entsteht. An den vertikalen Ästen entwickeln sich Schwellungen mit Eiern und sie tragen an ihren Enden kugelförmige Verdickungen, die mit fadenförmigen Fortsätzen versehen sind. Die kugelförmigen Endbällchen bilden Spermatophoren.

## Ernährung
Schwämme filtern typischerweise Bakterien und andere mikroskopisch kleine Lebewesen aus dem Wasser. Chondrocladia lyra dagegen (und andere fleischfressende Schwämme) fangen weitaus größere Beute, wie z. B. Ruderfußkrebse. Stoßen die Beutetiere durch die Wasserströmung an den Schwamm, werden sie von kleinen Haken festgehalten. Anschließend umhüllt der Schwamm sein Opfer mit einer Membran aus Verdauungssäften, die es ihm erlauben, die Nährstoffe über die Schwammoberfläche aufzunehmen.

## Verbreitung und Lebensraum
Der Schwamm wurde bei Tauchfahrten im nordöstlichen Pazifik im Escanaba Ridge vor der Küste von Kalifornien und dem Monterey Canyon in einer Tiefe von rund 3300 m gesichtet.

## Systematik
Für die Art wurde von den Wissenschaftlern eine neue, monotypische Untergattung Symmetrocladia aufgestellt.